# Stadio di Monigo
Lo stadio di Monigo è un impianto comunale di rugby a 15 di Treviso.
Ospita le gare interne del Benetton dal 1975, anno della sua inaugurazione.

## Storia
Edificato circa 4 km a nord ovest dal centro storico cittadino, nel quartiere dal quale prende il nome, fu inaugurato nel 1975. In origine esisteva soltanto la Tribuna Ovest, scoperta e, negli anni, vi furono diversi lavori di ampliamento e ristrutturazione. Il giorno dell'inaugurazione, il 25 ottobre 1975, l'impianto ospitò un incontro della nazionale di rugby a 15 dell'Italia contro la Polonia, match di Coppa FIRA, terminato con la vittoria degli Azzurri con il punteggio di 28 a 13. Dopo quell'incontro, la struttura si identificherà nei decenni successivi come uno degli impianti più utilizzati dalla nazionale italiana per incontri casalinghi.
Nel 1988 venne costruita la gradinata sul lato est del campo, seguita della copertura della Tribuna Ovest (1999) e dalla costruzione nel 2001 dei nuovi spogliatoi sul lato nord, in occasione della risistemazione complessiva della Tribuna Ovest.
In occasione del test match Italia - Scozia che ivi fu disputato il 24 gennaio 1998, la capienza dell'impianto fu estesa a circa 10 000 posti grazie all'installazione di alcune tribune supplementari temporanee ai lati di quelle permanenti.
Nella stagione 1997-1998 lo stadio fu anche usato come impianto degli incontri interni del Treviso Calcio, in quanto in quel periodo lo stadio calcistico, l'Omobono Tenni, era inagibile per lavori di ristrutturazione.

### Ristrutturazioni recenti
Nel novembre del 2018 si sono conclusi i lavori di ampliamento e di copertura della Gradinata Est, da tempo richiesti dalla dirigenza Benetton per agevolare l'affluenza di pubblico durante le giornate di pioggia.
Nel 2020 sono stati aggiunti i seggiolini alla Gradinata Est, portando la capienza della stessa a 2 300 posti e quella complessiva a 5 000 posti, tutti coperti.

## Servizi
L’impianto è dotato di sei spogliatoi per atleti ed arbitri, infermerie, bar ed altre strutture di ristoro, un ristorante, la tradizionale club house dove si svolgono i terzi tempi, una sala eventi, una sala stampa, una sala fotografi, una sala hospitality ed il negozio del club.
Ampi box sono a disposizione delle squadre per gli staff tecnici, ma anche per i broadcaster ed i giornalisti, con tribuna stampa attrezzata con rete internet, prese elettriche ed illuminazione.
Adiacenti allo stadio vi sono ampi parcheggi per un migliaio di vetture.